# Mateu Janés i Duran
Mateu Janés i Duran (Molins de Rei, Baix Llobregat, 19 de desembre de 1896 — 9 de juliol de 1974) fou un poeta.

## Vida
Va néixer el 19 de desembre de 1896, segon fill de Josep Janés i Caterina Duran. El 1910 va acabar els estudis primaris al col·legi Sant Miquel, dels pares de la Sagrada Família, on es va iniciar en el conreu de la poesia. El 1915 escrigué A Molins de Rei, antecedent del seu posterior i conegut Himne a Molins de Rei. L'any 1920 va batejar el butlletí Àmfora dels Pomells de Joventut de Molins de Rei, en el qual va col·laborar assíduament.
Va escriure poesia i poemes dramàtics, guanyant diversos premis.
L'any 1981, una comissió cívica i la Regidoria de Cultura de l'Ajuntament de Molins de Rei va promoure un homenatge al poeta amb la dedicació del seu nom a un carrer, la inauguració d'un monòlit, un acte al Foment Cultural i Artístic, la publicació d'una Antologia poètica, acompanyada d'estudis sobre la seva vida i la seva obra, i un enregistrament amb poemes seus recitats.

## Obra

### Poesia
- La vida a contrallum, 1926
- Pels camins del món, 1928
- Murmuris de corn marí, 1936, recull de poemes escrits entre 1929 i 1932 amb un deix de melangia.

Poemes presentants a Jocs Florals
- A la Verge de Montserrat, 1917. Jocs Florals de Barcelona[1]
- Oració a la Mort, 1924. Jocs Florals de Barcelona[2]
- Transfiguració, 1927. Jocs Florals de Barcelona. Accèssit a la Viola d'or i d'argent
- Nocturn de Nadal, 1927. Jocs Florals de Barcelona[3]
- Les veus i els silencis de l'inquiet desig, 1929. Certamen Literari de la Joventut Catòlica de Molins de Rei. Premi de la Flor Natural
- Nadal, 1931. Jocs Florals de Barcelona[4]
- Himne a Molins de Rei. Premi de l'Ajuntament de Molins de Rei
- Oració. Jocs Florals del Cercle Catòlic de Badalona. Viola d'Or

### Teatre
- La sacra passió del Natzarè, 1953. L'obra fou estrenada amb gran èxit l'1 de març de 1953, als escenaris de Joventut Catòlica, al Foment i la Federació Obrera, tots ells de Molins de Rei, i no va ser recobrada fins quatre dècades després per l'Associació Impuls de Molins de Rei, on actualment es representa per setmana santa al teatre del Foment Cultural.